# Ú
Ú, Úú – litera alfabetu łacińskiego stosowana m.in. w językach: czeskim, węgierskim, słowackim, hiszpańskim, katalońskim, kazachskim, islandzkim, farerskim,
iryjskim, niderlandzkim oraz portugalskim. Zazwyczaj jest używana do wydłużonego „u” lub do oznaczenia akcentu na U.